# Liste der Gemeinden in der Provinz Mpumalanga

Die Provinz Mpumalanga mit Distrikten und Gemeinden (Stand 2016)

Die Liste der Gemeinden in der Provinz Mpumalanga führt alle Gemeinden (Local Municipalities) in der südafrikanischen Provinz Mpumalanga auf.
Mpumalanga ist in drei Distrikte (District Municipalities) mit insgesamt 18 Gemeinden eingeteilt.

## Legende
- Gemeinde: Name der Gemeinde
- Voller Name: Offizielle Bezeichnung der Gemeinde
- Code: Code der Gemeinde (Municipal Code)
- Sitz: Verwaltungssitz der Gemeinde
- Einwohner (Zensus): Anzahl der Einwohner der Gemeinde nach der Volkszählung aus dem Jahr 2001
- Einwohner (Zensus): Anzahl der Einwohner der Gemeinde nach der Volkszählung aus dem Jahr 2011
- Fläche: Fläche der Gemeinde (Stand 2011)
- Distrikt: Distrikt, zu dem die Gemeinde gehört

## Liste
| Gemeinde        | Voller Name                        | Code  | Sitz          | Einwohner Zensus 2001 | Einwohner Zensus 2011 | Fläche (km²) | Distrikt     |
| --------------- | ---------------------------------- | ----- | ------------- | --------------------- | --------------------- | ------------ | ------------ |
| Albert Luthuli  | Albert Luthuli Local Municipality  | MP301 | Carolina      | 187.936               | 186.010               | 5.559        | Gert Sibande |
| Msukaligwa      | Msukaligwa Local Municipality      | MP302 | Ermelo        | 124.812               | 149.377               | 6.016        | Gert Sibande |
| Mkhondo         | Mkhondo Local Municipality         | MP303 | Piet Retief   | 142.892               | 171.982               | 4.882        | Gert Sibande |
| Pixley Ka Seme  | Pixley Ka Seme Local Municipality  | MP304 | Volksrust     | 80.737                | 83.235                | 5.227        | Gert Sibande |
| Lekwa           | Local Municipality of Lekwa        | MP305 | Standerton    | 103.265               | 115.662               | 4.585        | Gert Sibande |
| Dipaleseng      | Dipaleseng Local Municipality      | MP306 | Balfour       | 38.618                | 42.390                | 2.617        | Gert Sibande |
| Govan Mbeki     | Govan Mbeki Local Municipality     | MP307 | Secunda       | 221.747               | 294.538               | 2.955        | Gert Sibande |
| Victor Khanye   | Victor Khanye Local Municipality   | MP311 | Delmas        | 56.208                | 75.452                | 1.568        | Nkangala     |
| Emalahleni      | Emalahleni Local Municipality      | MP312 | eMalahleni    | 276.413               | 395.466               | 2.678        | Nkangala     |
| Steve Tshwete   | Steve Tshwete Local Municipality   | MP313 | Middelburg    | 142.772               | 229.231               | 3.976        | Nkangala     |
| Emakhazeni      | Emakhazeni Local Municipality      | MP314 | eMakhazeni    | 43.007                | 47.216                | 4.736        | Nkangala     |
| Thembisile Hani | Thembisile Hani Local Municipality | MP315 | eMpumalanga   | 257.113               | 310.458               | 2.384        | Nkangala     |
| Dr JS Moroka    | Dr JS Moroka Local Municipality    | MP316 | Siyabuswa     | 243.313               | 249.705               | 1.416        | Nkangala     |
| Thaba Chweu     | Thaba Chweu Local Municipality     | MP321 | Mashishing    | 81.681                | 98.387                | 5.719        | Ehlanzeni    |
| Mbombela1       | Mbombela Local Municipality        | MP322 | Mbombela      | 476.593               | 588.794               | 5.394        | Ehlanzeni    |
| Umjindi 1       | Umjindi Local Municipality         | MP323 | Barberton     | 53.744                | 69.577                | 1.745        | Ehlanzeni    |
| Nkomazi         | Nkomazi Local Municipality         | MP324 | Malalane      | 334.420               | 390.610               | 4.787        | Ehlanzeni    |
| Bushbuckridge   | Bushbuckridge Local Municipality   | MP325 | Bushbuckridge | 497.958               | 541.248               | 10.259       | Ehlanzeni    |

1 Umjindi ging 2016 in der Gemeinde Mbombela auf, neuer Name: City of Mbombela, Bezeichnung: MP326, Sitz: Barberton